# Pellorneum
Pellorneum – rodzaj ptaków z rodziny dżunglaków (Pellorneidae).

## Zasięg występowania
Rodzaj obejmuje gatunki występujące w orientalnej Azji.

## Morfologia
Długość ciała 14–17 cm; masa ciała 21–35 g.

## Systematyka

### Etymologia
Pellorneum: gr. πελλος pellos „ciemno zabarwiony, płowy”; ορνεον orneon „ptak”, od ορνις ornis, ορνιθος ornithos „ptak”.

### Podział systematyczny
Do rodzaju należą następujące gatunki:
- Pellorneum ruficeps Swainson, 1832 – dżunglak rudogłowy
- Pellorneum capistratum (Temminck, 1823) – dżunglak czarnogłowy
- Pellorneum fuscocapillus (Blyth, 1849) – dżunglak cynamonowy
- Pellorneum palustre Gould, 1872 – dżunglak bagienny